# 游泳圈

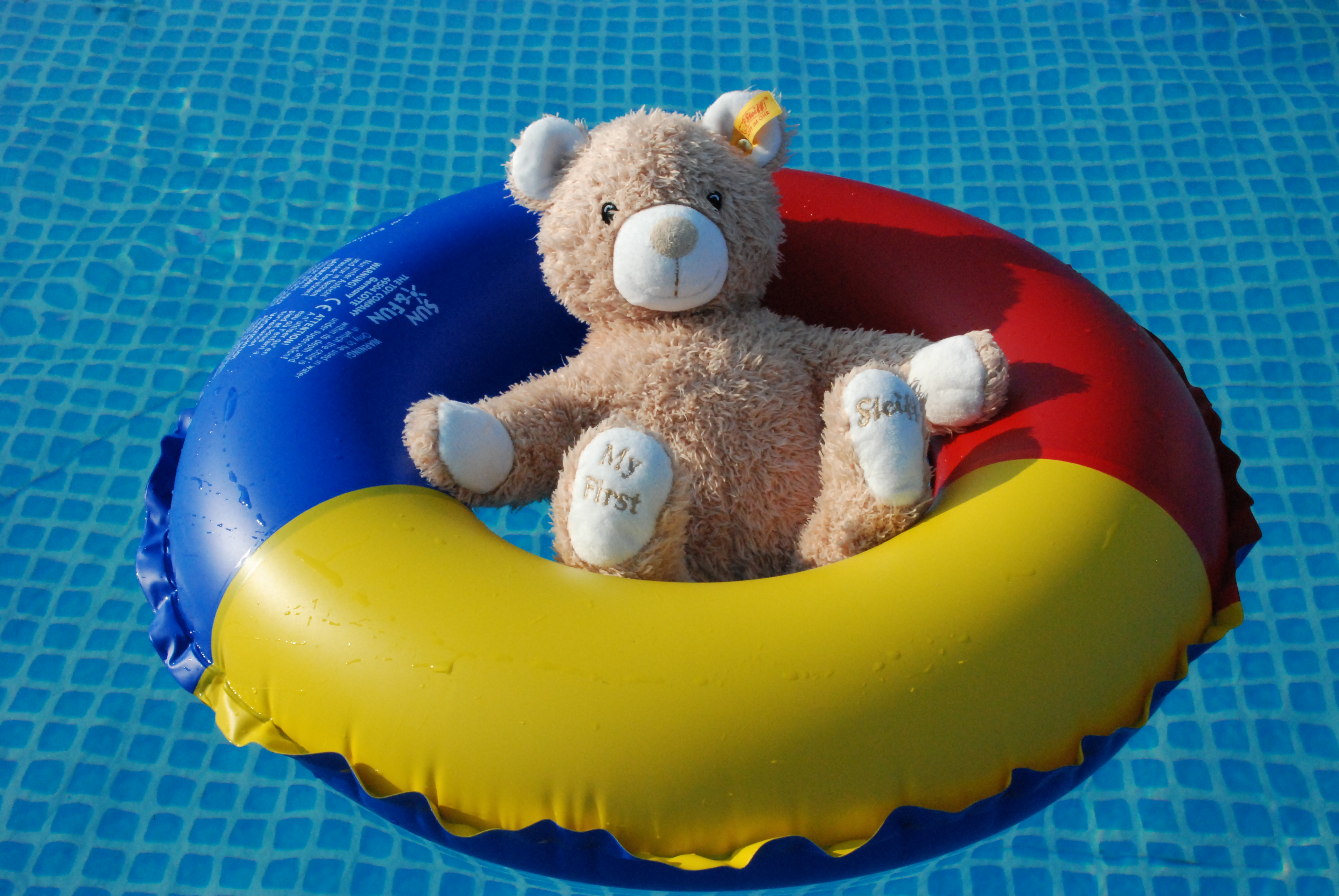
游泳圈

游泳圈或泳圈是種環形的水上玩具，可以充氣。游泳圈源自老式輪胎內部封閉且可以充氣的部分，也就是內胎。充氣後的內胎曾用作水上玩具，作爲漂浮物可供人休息。
游泳圈的設計不是爲了救護溺水者。